# 6 Pułk Artylerii Fortecznej (austro-węgierski)

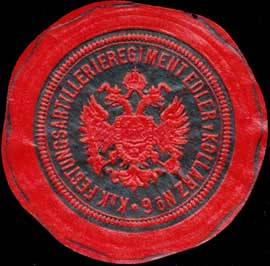
Odcisk pieczęci pułku

Węgierski Pułk Artylerii Fortecznej Nr 6 (Ungarisches Festungsartillerieregiment Nr. 6) – pułk artylerii fortecznej cesarskiej i królewskiej Armii.

## Historia pułku
1 stycznia 1891 roku z połączenia Węgierskich Batalionów Artylerii Fortecznej Nr 1 w Budapeszcie i 5 w Komárom został utworzony 6. Węgierski Pułk Artylerii Fortecznej. Oba bataliony zostały zorganizowane w 1867 roku.
W 1914 roku sztab stacjonował w Komárom na terytorium 5 Korpusu, 1. batalion w Petrovaradinie (niem. Peterwardein) na terytorium 13 Korpusu, a 2. batalion w Budapeszcie na terytorium 4 Korpusu. Pułk otrzymywał rekrutów z obszaru 5 Korpusu.
W 1914 roku pułku wchodził eksterytorialnie w skład 1 Brygady Artylerii Fortecznej w Wiedniu.
Od 1891 roku szefem pułku był FML Adolf von Kollarz.
Swoje święto pułk obchodził 27 września w rocznicę bitwy pod Livno stoczonej w 1878 roku, w trakcie okupowania Bośni i Hercegowiny.

## Komendanci pułku
- płk Anton Jüptner von Jonstorff (1891[1] – )
- płk Adolf Koblischek (1914[2])